# Allow Us To Be Frank
Allow Us to Be Frank es un álbum tributo, el sexto álbum de la banda pop irlandesa Westlife lanzado el 8 de noviembre de 2004. Llegó al número uno en Irlanda y número tres en Reino Unido, siendo su álbum menos vendido a la fecha. 
"Aint That a Kick In The Head" y "Smile" fueron sencillos físicos, y con descargas digitales en Asia y otros países europeos. El listado de canciones de "Ain't That A Kick..." incluye la dicha canción, su video musical, y Moon River. Mientras que "Smile" tiene la canción, el vídeo musical, White Christmas, When I Fall In Love. "Ain't That a Kick..." fue lanzado el 6 de enero de 2005 en Corea del Sur. "Smile" fue lanzado el 4 de noviembre del 2004 y 27 de diciembre en Corea del Sur. "Fly Me to the Moon" fue sólo lanzado con el vídeo musical. "Beyong the Sea" no fue incluida en el álbum pero fue lanzada como descarga digital el 19 de diciembre del 2004.
El álbum también contiene canciones que hicieron popular a Frank Sinatra como "Fly Me to the Moon", "The Way You Look Tonight", "Come Fly With Me", "Moon River", "Summer Wind" y "That's Life". También include la famosa canción de Nat "King" Cole, "When I Fall in Love". El álbum vendió tres millones de copias en todo el mundo.

## Listado de canciones
- Edición estándar

| Allow Us To Be Frank |                                    |                                                |          |  |
| N.º                  | Título                             | Escritor(es)                                   | Duración |  |
| 1.                   | «Ain't That a Kick in the Head?»   | Sammy Cahn, Jimmy Van Heusen                   | 2:27     |  |
| 2.                   | «Fly Me to the Moon»               | Bart Howard                                    | 2:31     |  |
| 3.                   | «Smile»                            | Charles Chaplin, Geoffrey Parsons, John Turner | 2:50     |  |
| 4.                   | «Let There Be Love»                | Ian Grant, Lionel Rand                         | 2:45     |  |
| 5.                   | «The Way You Look Tonight»         | Jerome Kern, Dorothy Fields                    | 4:07     |  |
| 6.                   | «Come Fly with Me»                 | Cahn, Van Heusen                               | 3:15     |  |
| 7.                   | «Mack the Knife»                   | Marc Blitzstein, Bertolt Brecht, Kurt Weill    | 3:10     |  |
| 8.                   | «I Left My Heart in San Francisco» | George Cory, Douglas Cross                     | 2:59     |  |
| 9.                   | «Summer Wind»                      | Hans Bradtke, Henry Mayer, Johnny Merce        | 2:58     |  |
| 10.                  | «Clementine»                       | Woody Harris, Percy Montrose                   | 3:19     |  |
| 11.                  | «When I Fall in Love»              | Edward Heyman, Victor Young                    | 3:09     |  |
| 12.                  | «Moon River»                       | Johnny Mercer, Henry Mancini                   | 2:40     |  |
| 13.                  | «That's Life»                      | Kelly Gordon, Dean Kay                         | 3:13     |  |

- Edición para Japón

| Allow Us To Be Frank (Japón) |                                                 |          |  |
| N.º                          | Título                                          | Duración |  |
| 14.                          | «The Way You Look Tonight» (con Joanne Hindley) |          |  |
| 15.                          | «Ain't That A Kick In The Head» (Video)         |          |  |

1. ↑  Moon River" solo fue incluida en la versión de Reino Unido y Japón.

## Historia de lanzamiento
| Región    | Fecha                   |
| --------- | ----------------------- |
| Europa    | 8 de noviembre de 2004  |
| Filipinas | 13 de noviembre de 2004 |
| Taiwán    | 3 de diciembre de 2004  |
| Japón     | 24 de noviembre de 2004 |

## Posicionamiento
| País         | Posición | Certificación |
| ------------ | -------- | ------------- |
| Bélgica      | 25       | -             |
| Dinamarca    | 15       | -             |
| Irlanda      | 1        | -             |
| Países Bajos | 32       | -             |
| Suecia       | 5        | -             |
| Suiza        | 75       | -             |
| Reino Unido  | 3        | 2x Platino    |